# Johann Sobeck
Johann Sobeck (né le 30 avril 1831 à Žlutice, à l’époque Luditz – mort le 9 juin 1914 à Hanovre) est un clarinettiste et compositeur autrichien.

## Biographie
Johann Sobeck a étudié au conservatoire de Prague la clarinette avec Franz Tadeusz Blatt et la composition avec Johann Friedrich Kittl.

## Enregistrements
- Quintettes pour flûte, hautbois, clarinette, cor et basson, op. 9, 11 et 14 – Quintette Albert Schweitzer : Angela Firkins, flûte ; Christiane Dimigen, hautbois ; Diemut Schneider, clarinette ; Silke Schurack, cor ; Eckart Hübner, basson (17-19 janvier 2005, CPO 777 203-2) (OCLC 176076506)
- Konzertstück in B-Dur nach dem unvollendeten Violinkonzert WoO 5, sur le CD Beethoven Kontrafakturen, œuvres d'Adolf Wallnöfer, Iwan Müller, Christian Rummel et Johann Sobeck, par Dieter Klöcker (clarinette) et le Prager Kammerorchester (label Orfeo C 064 001 A, 2000)